# Takachihoa onoi
Takachihoa onoi là một loài nhện trong họ Thomisidae.
Loài này thuộc chi Takachihoa. Takachihoa onoi được miêu tả năm 2006 bởi Zhang, Zhu & Tso.